# Bellingen (Maingau)
Bellingen ist eine Wüstung im Maingau.
Der Ort wird zwischen 765 und 815,  mehrmals in Schenkungsurkunden an das Kloster Lorsch erwähnt. Eine Schenkungsurkunde vom 22. April 791 stammt von einem fränkischen Adligen namens Erlulf, er vermacht seinen Ganzen Besitz, unter anderem in Bellingen, dem Kloster Lorsch. Bei Bellingen handelt es sich aufgrund des Ortsnamens wohl um eine Ortsgründung der Alamannen (vor 496), die in der Völkerwanderungszeit im Maingau sesshaft wurden. Siehe dazu auch den Artikel über Orte mit der Endung -ingen.
Während der fränkischen Herrschaft im Maingau wurden die alten alemannischen Orte in Verbindung mit einer fränkischen Siedlung weiter bewohnt. In dieser Zeit lag Bellingen an einer Straße von Bürgel über Bieber, Bellingen und Niederroden nach Altdorf.
Bellingen war wohl Oberhof der gleichnamigen Bellinger Mark. Diese Markgenossenschaft erstreckte sich über ein sehr großes Gebiet. Das kann schon aus dem Umfang der Schenkungen geschlossen werden.
868 wird die Mark letztmals erwähnt. Aus der Bellinger Mark gingen später die Auheimer Mark, die Biebermark und die Steinheimer Mark hervor.
Die Bellinger Mark umfasste also ein Gebiet, das dem späteren Vogteiamt Steinheim entsprach.
Die genaue Lage des Ortes ist weiterhin unbekannt. In Neu-Isenburg und Dietzenbach gibt es Flurbezeichnungen wie Belling, Auf die Bellingwiesen oder Im Bellung. Der Ort könnte also auf dem Gebiet späterer Gründungen in der Region bestanden haben, wahrscheinlich im Gebiet Obertshausen, Hausen oder Heusenstamm. Dort wurden 1887 Gefäße aus dem 4. Jahrhundert gefunden, obwohl die Orte spätere Gründungen darstellen.